# Le vent garde son secret
Pour plus de détails, voir Fiche technique et Distribution.
Le vent garde son secret (Whistle Down the Wind) est un film britannique réalisé par Bryan Forbes, sorti en 1961.

## Synopsis
Trois jeunes enfants vivant dans une ferme du Lancashire découvrent un jour qu'un fugitif barbu s'est caché dans leur grange et le confondent avec Jésus-Christ. Ils arrivent à cette conclusion à cause de leurs histoires d’école du dimanche et de l’exclamation choquée de Blakey « Jésus-Christ ! » lorsque Kathy, l’aînée, le découvre accidentellement.  À l’école du dimanche, les enfants interrogent leur professeur et deviennent encore plus convaincus de leur croyance.
L’histoire se répand parmi les autres enfants et dix lui rendent visite dans la grange. Alors qu’il est assis dans le foin dans un cadre semblable à celui de Bethléem, ils lui apportent des cadeaux et s’agenouillent pour les présenter. Ils demandent une histoire. Ils veulent une histoire biblique, mais il leur lit un passage d’un journal. Lorsque deux adultes apparaissent, les enfants doivent partir et Blakey doit se cacher dans le foin. Il demande pourquoi ils l’aident et Kathy répond « parce que nous t’aimons » et lui tend une image pliée de Jésus dans la Bible.
Dans une cour de récréation, un garçon se fait intimider parce qu’il dit qu’il a vu Jésus. Les enfants regardent avec consternation le garçon renoncer à sa déclaration. Quand Kathy dit qu’elle l’a vu, l’intimidateur lui gifle le visage. Blakey – d’abord confus quant à la raison pour laquelle les trois enfants Bostock sont impatients de le protéger de la découverte des adultes – ne tente pas de corriger leur erreur, surtout lorsqu’il découvre que l’aînée, Kathy, est déterminée à le cacher de la police locale, malgré les affiches qui circulent dans la ville voisine qui révèlent qu’il est recherché pour meurtre. Lorsque Blakey laisse mourir un chaton, sans remords, un doute sème dans l’esprit de certains enfants. Les enfants demandent au vicaire pourquoi Jésus ne sauve pas chaque personne et chaque animal et il dit que c’est pour que le monde ne soit pas surpeuplé.
Blakey envoie Kathy récupérer un colis qu’il a caché. Une chasse à l’homme policière a lieu pendant que Kathy fouille. Elle trouve le colis sous un rail dans un tunnel ferroviaire. Cela fournit à Blakey un revolver. Lors de la fête d’anniversaire de Charles, Nan prend un morceau de gâteau supplémentaire et laisse échapper que c’est « pour Jésus ». Charles dit que ce n’est pas Jésus, c’est « juste un gars ». Le père de Kathy se rend compte du lien avec le criminel disparu et la police est appelée pour appréhender le criminel. Le père attend à l’extérieur de la grange avec un fusil de chasse.
Les enfants du village, peut-être 100 d’entre eux maintenant dans le secret, convergent vers la grange. Kathy se faufile derrière la grange et passe un paquet de cigarettes dans un trou, mais elle a oublié des allumettes. Elle dit qu’elle ne l’a pas trahi, mais que la police se rapproche. Il lui pardonne et, après beaucoup d’insistance de sa part, lui promet qu’elle le reverra. Résigné à son sort, Blakey jette son arme de poing par la porte de la grange et se rend à la police. Blakey se tient debout, les bras tendus alors qu’il est fouillé. Sa silhouette fait écho à la crucifixion.
Une fois que Blakey est emmené et que la foule se disperse, Kathy est approchée par deux très jeunes enfants qui demandent à voir Jésus. Elle leur dit qu’il leur a manqué cette fois-ci, mais qu’il reviendra un jour.

## Fiche technique
- Réalisation : Bryan Forbes
- Scénario : Keith Waterhouse et Willis Hall, d'après le roman de Mary Hayley Bell
- Musique : Malcolm Arnold
- Production : Richard Attenborough
- Pays de production :  Royaume-Uni
- Langue originale : anglais

## Distribution
- Hayley Mills : Kathy Bostock
- Bernard Lee : Mr. Bostock
- Alan Bates : Arthur Blakey
- Norman Bird : Eddie
- Diane Clare : Miss Lodge